# Gianni Cantagalli
Gianni Cantagalli (Livorno, 28 luglio 1988) è un cestista italiano.

## Carriera
Esordisce in A1 nel 2004 con il  Basket Livorno dove gareggia per quattro stagioni. Nel 2008 si trasferisce alla Ruvo di Puglia in B2. L'anno seguente gioca a Latina in A2.
Dopo la promozione in Lega2 con il Basket Trapani, si trasferisce a Matera, Recanati e successivamente alla Due Esse Martina Franca di coach Fantozzi. Nel dicembre 2013 rescinde il contratto per accasarsi a Lugo.
Successivamente inizia la stagione con l'Affrico Basket Fiorentina Firenze fino al ritiro della formazione toscana dal campionato di Serie B, per poi completare la stagione nel Club Pallacanestro Empoli in Serie C.
Nell'estate del 2015 torna nuovamente a gareggiare per l'Olimpia Matera.
nel 2022 dopo il precampionato con la squadra GEMA Montecatini Terme basketbal in serie B, la società deciderà di non tesserarlo, lasciando il giocatore svincolato.

## Palmarès
Promozioni dalla A dil. alla A2:
- 2010-11 -  Basket Trapani